# Empusa
Na mitologia grega, Empusa é um dos espectros de Hécate, deusa dos caminhos. Acreditava-se que Hécate vagava à noite pela terra, acompanhada por seu séquito de espectros, vista somente pelos cães, cujos latidos indicavam sua aproximação.Tinham garras afiadas, eram mistura de mulher, cabelos em chamas vivas, e tinham patas desproporcionais ao seu corpo, um das patas de burro e a outra de bronze.
Há quem diga que as Empusas são filhas de Hécate e Mormo. Espíritos tão perversos e demoníacos que saíram da caixa de Pandora junto de todos os males para assustar a humanidade. Os demônios funcionavam como soldados de Hécate, sendo enviadas para resolver "missões especiais".
Seu modo de agir era simples e prático, com sua forma metamorfoseada, enganava suas vitimas também com sua voz convincentemente magica.
De acordo com Pierre Grimal, a Empusa podia metamorfosear-se em uma jovem bela a fim de atrair suas vítimas e assim se alimentar. Ainda segundo o autor, ela pertence ao Mundo Subterrâneo e habita as noites de terrores. Pode aparecer às mulheres e crianças sob diversas formas para assustá-las.
Elas também podem ter inspirado a lenda sobre os vampiros, uma vez que se alimentavam de humanos (mais precisamente jovens que eram atraídos para suas camas) com suas presas que se prolongavam de seus caninos.